# Ichneumon ruficaput
Ichneumon ruficaput là một loài tò vò trong họ Ichneumonidae.